# Circonscription autonomique de Pontevedra
Ne doit pas être confondu avec Circonscription électorale de Pontevedra.
La circonscription électorale de Pontevedra est l'une des quatre circonscriptions électorales de Galice pour les élections autonomiques au Parlement de Galice.
Elle correspond géographiquement à la province de Pontevedra.

## Synthèse
| UCD         |       | 6  |    |    |    |    |    |    |    |    |    |    |    |  |  |
| EG          |       | 1  |    |    |    |    |    |    |    |    |    |    |    |  |  |
| AP & alliés |       | 7  | 9  |    |    |    |    |    |    |    |    |    |    |  |  |
| PSG-EG      |       |    | 2  | 1  |    |    |    |    |    |    |    |    |    |  |  |
| CG          |       |    | 2  |    |    |    |    |    |    |    |    |    |    |  |  |
| BNG         |       | 1  |    | 2  | 4  | 6  | 5  | 4  | 4  | 3  | 2  | 6  | 8  |  |  |
| PSdeG-PSOE  |       | 4  | 6  | 7  | 5  | 4  | 5  | 8  | 7  | 5  | 4  | 5  | 3  |  |  |
| PPdeG       |       |    |    | 11 | 12 | 12 | 12 | 10 | 11 | 11 | 11 | 11 | 11 |  |  |
| AGE         |       |    |    |    |    |    |    |    |    | 3  |    |    |    |  |  |
| En Marea    |       |    |    |    |    |    |    |    |    |    | 5  |    |    |  |  |
|             |       |    |    |    |    |    |    |    |    |    |    |    |    |  |  |
| Total       | Total | 19 | 19 | 21 | 21 | 22 | 22 | 22 | 22 | 22 | 22 | 22 | 22 |  |  |

## Résultats détaillés

### 1981
| Parti      | Parti | Députés élus |
| ---------- | ----- | --- |
| AP         |       | José Luis Barreiro Rivas, Julián Martínez Larrán, Mariano Rajoy, Ramón Taboada Soto, Benito Iglesias Cacicedo, José Luis Alonso Riego, Antonio Sangiao Pumar              |
| UCD        |       | Francisco Javier Suárez-Vence Santiso, Gerardo González Martín, Emma Rosa González Bermello, José Carlos Mella Villar, Miguel Gerónimo Piñeiro Sánchez, Ramón Lareo López |
| PSdeG-PSOE |       | Francisco González Amadiós, Miguel Barros Puente, Benito García Dorgambide, Alfredo Conde Cid                                                                             |
| EG         |       | Camilo Nogueira Román |
| BNG-PSG    |       | Claudio López Garrido |

### 1985
| Parti      | Parti | Députés élus |
| ---------- | ----- | --- |
| CP         |       | José Luis Barreiro Rivas, Ramón Díaz del Río Jáudenes, Francisco Javier Suárez-Vence Santiso, Víctor Manuel Vázquez Portomeñe, Emma Rosa González Bermello, José Luis Alonso Riego, Antonio Sangiao Pumar, Pablo Egerique Martínez, José Antonio Gago Lorenzo |
| PSdeG-PSOE |       | Gonzalo Adrio Barreiro, Miguel Barros Puente, Francisco González Amadiós, José Giráldez Maneiro, Antonio Carro Fernández-Valmayor, Xulio Xosé Pardellas de Blas                                                                                               |
| CG         |       | José Carlos Mella Villar, Pablo Padín Sánchez |
| PSG-EG     |       | Camilo Nogueira Román, Ángel Fernando Martínez Randulfe |

- Ramón Díaz del Río (CP) est remplacé en septembre 1987 par Andrés Manuel García Picher.

### 1989
| Parti      | Parti | Députés élus |
| ---------- | ----- | --- |
| PPdeG      |       | José Cuíña Crespo, Víctor Manuel Vázquez Portomeñe, Manuel Pérez Álvarez, Tomás Jesús Iribarren Fernández-Rogina, Pablo Egerique Martínez, José Luis Alonso Riego, Juan Antonio Garrido Torrado, Jesús Carlos Palmou Lorenzo, Juan Miguel Diz Guedes, José Manuel Chapela Seijo, Guadalupe Varela Coello |
| PSdeG-PSOE |       | Alfredo Conde Cid, Carlos González Príncipe, José Giráldez Maneiro, Roberto Jesús Taboada Rivadulla, María Josefa Porteiro García, Miguel Barros Puente, José Carlos Baños Márquez |
| BNG        |       | Bautista Goyel Álvarez Domínguez, Francisco Trigo Durán |
| PSG-EG     |       | Camilo Nogueira Román |

- José Chapela (PPdeG) est remplacé en juin 1991 par Cristina Callejo Rey.
- Carlos González (PSdeG-PSOE) est remplacé en juin 1991 par Pedro Borrajo Rivas.
- Miguel Barros (PSdeG-PSOE) est remplacé en octobre 1992 par María del Carmen Álvarez Fortes.

### 1993
| Parti      | Parti | Députés élus |
| ---------- | ----- | --- |
| PPdeG      |       | José Cuíña Crespo, Víctor Manuel Vázquez Portomeñe, Manuel Pérez Álvarez, Juan Miguel Diz Guedes, Tomás Jesús Iribarren Fernández-Rogina, Pablo Egerique Martínez, José Luis Alonso Riego, Jesús Carlos Palmou Lorenzo, María Fernanda Valentina Cerviño Villaverde, María Teresa Fernández Piñeiro, José Enrique Sotelo Villar, Juan Manuel Casares González |
| PSdeG-PSOE |       | Eugenio Santiago Labarta Fernández, María Josefa Porteiro García, Roberto Jesús Taboada Rivadulla, José Giráldez Maneiro, José Carlos Baños Márquez |
| BNG        |       | Bautista Goyel Álvarez Domínguez, Francisco Trigo Durán, María Olaia Fernández Dávila, Guillermo Vázquez Vázquez |

- Manuel Pérez (PPdeG) est remplacé en juin 1995 par Cristina Callejo Rey.
- Guillermo Vázquez (BNG) est remplacé en mars 1996 par Bieito Lobeira Domínguez.
- Miguel Diz est remplacé en juin 1996 par María del Carmen García Campelo.
- Tomás Iribarren est remplacé en septembre 1996 par María del Carmen Bastos Rodríguez.
- Pablo Egerique est remplacé en septembre 1996 par Carlos Rodríguez Pablos.

### 1997
| Parti               | Parti | Députés élus |
| ------------------- | ----- | --- |
| PPdeG               |       | José Cuíña Crespo, Alberto Durán Núñez, Miguel Domínguez Vaz, Jesús Carlos Palmou Lorenzo, Pablo Crespo Sabarís, Jesús Pérez Varela, Juan María Domingo Pedrosa Vicente, Juan Manuel Casares González, Justo José González Ballesta, Ramón Cortegoso Fernández, José Enrique Sotelo Villar, María del Carmen García Campelo |
| BNG                 |       | Bautista Goyel Álvarez Domínguez, Francisco Trigo Durán, María Olaia Fernández Dávila, María Salomé do Rosario Álvarez Blanco, Bieito Lobeira Domínguez, Rosa María Mercedes Darriba Calviño |
| PSdeG-PSOE-EU-EG-OV |       | Abel Caballero, Dolores Villarino Santiago, José Manuel Pazos Varela, Antón Louro Goyanes |

- Pablo Crespo (PPdeG) est remplacé en septembre 1998 par María Nava Castro Domínguez.
  - Nava Castro (PPdeG) est remplacée en décembre 1998 par Carlos Rodríguez Pablos.
- José Sotelo (PPdeG) est remplacé en septembre 1999 par María Fernanda Blanco Fernández.

### 2001
| Parti      | Parti | Députés élus |
| ---------- | ----- | --- |
| PPdeG      |       | José Cuíña Crespo, Enrique César López Veiga, María Soledad Águeda Bueno Berrio-Ategortúa, Jesús Carlos Palmou Lorenzo, María Beatriz González Loroño, Corina Porro, Ramón Sestelo Fernández, Juan María Domingo Pedrosa Vicente, Pilar Rojo, Juan Manuel Casares González, María Martín Alonso, María Pilar Ramallo Vázquez |
| BNG        |       | Bautista Goyel Álvarez Domínguez, Francisco Trigo Durán, María Olaia Fernández Dávila, María Salomé do Rosario Álvarez Blanco, Bieito Lobeira Domínguez |
| PSdeG-PSOE |       | Emilio Pérez Touriño, Dolores Villarino Santiago, Antón Louro Goyanes, Modesto Pose Mesura, María Carmen Gallego Calvar |

- María Martín (PPdeG) est remplacée en juin 2002 par Paula Janza Muñiz.
- Olaia Fernández (BNG) est remplacée en septembre 2003 par Rosa Darriba Calviño.
- Corina Porro (PPdeG) est remplacée en septembre 2003 par Alejandro Gómez Alonso.
- Pilar Ramallo (PPdeG) est remplacée en septembre 2003 par Salvador González Solla.
  - Salvador González (PPdeG) est remplacé en mai 2004 par César Augusto Pérez Ares.
- Antón Louro (PSdeG-PSOE) est remplacé en avril 2004 par Pedro Borrajo Rivas.

### 2005
| Parti      | Parti | Députés élus |
| ---------- | ----- | --- |
| PPdeG      |       | Alberto Núñez Feijóo, Pilar Rojo, Enrique César López Veiga, Jesús Carlos Palmou Lorenzo, José Cuíña Crespo, Marta Rodríguez Arias, Ignacio Javier López-Chaves Castro, José Fervenza Costas, César Augusto Pérez Ares, Alejandro Gómez Alonso |
| PSdeG-PSOE |       | Emilio Pérez Touriño, Abel Fermín Losada Álvarez, Dolores Villarino Santiago, Modesto Pose Mesura, María Carmen Gallego Calvar, Guillermo Meijón, María del Carmen Cajide Hervés, José Manuel Gallego Lomba                                    |
| BNG        |       | María do Carme Adán Villamarín, Bieito Lobeira Domínguez, María Carme da Silva Méndez, Xosé Ramón Paz Antón |

- Carme Adán (BNG) est remplacée en septembre 2005 par María Modesta Rioboó Dios.
- José Cuíña (PPdeG) est remplacé en janvier 2008 par Rosa Oubiña Solla.
- Abel Losada (PSdeG-PSOE) est remplacé en avril 2008 par María Soledad Sánchez Trujillano.

### 2009
| Parti      | Parti | Députés élus |
| ---------- | ----- | --- |
| PPdeG      |       | Alberto Núñez Feijóo, Corina Porro, Alfonso Rueda, Pilar Rojo, Ignacio Javier López-Chaves Castro, Marta Rodríguez Arias, Román Rodríguez González, José Fervenza Costas, José Carlos López Campos, Marta Valcárcel Gómez, Agustín Hernández Fernández de Rojas |
| PSdeG-PSOE |       | Emilio Pérez Touriño, María José Caride Estévez, Modesto Pose Mesura, María Carmen Gallego Calvar, José Manuel Gallego Lomba, Guillermo Meijón, Abel Fermín Losada Álvarez                                                                                      |
| BNG        |       | María Teresa Táboas Veleiro, Henrique Viéitez Alonso, María do Carme Adán Villamarín, Bieito Lobeira Domínguez |

- Alfonso Rueda (PPdeG) est remplacé en mai 2009 par Alejandro Gómez Alonso.
- Agustín Hernández (PPdeG) est remplacé en mai 2009 par Jesús Antonio Goldar Güimil.
- Emilio Pérez Touriño (PSdeG-PSOE) est remplacé en mars 2010 par María del Carmen Cajide Hervés.
- José Carlos López (PPdeG) est remplacé en juin 2011 par María Lorena López Rodríguez.
- José Fervenza (PPdeG) est remplacé en juin 2011 par Jacobo Moreira Ferro.
- Ignacio López-Chaves (PPdeG) est remplacé en septembre 2011 par María de Fátima Iglesias Ferreira.
- Guillermo Meijón (PSdeG-PSOE) est remplacé en novembre 2011 par Luis Antonio Gómez Piña.
- Teresa Táboas (BNG) est remplacée en février 2012 par María Carme da Silva Méndez.

### 2012
| Parti      | Parti | Députés élus |
| ---------- | ----- | --- |
| PPdeG      |       | Alberto Núñez Feijóo, Alfonso Rueda, Javier Jorge Guerra Fernández, Pilar Rojo, Elena Muñoz Fonteriz, Agustín Hernández Fernández de Rojas, José Manuel Cores Tourís, Román Rodríguez González, María Nava Castro Domínguez, Marta Rodríguez Arias, Berta Pérez Hernández |
| PSdeG-PSOE |       | Abel Fermín Losada Álvarez, Patricia Vilán Lorenzo, Pablo García García, María Carmen Gallego Calvar, José Manuel Gallego Lomba |
| AGE        |       | Juan Manuel Fajardo Recouso, María Consuelo Martínez García, Eva Solla Fernández |
| BNG        |       | Carlos Ignacio Aymerich Cano, María do Carme Adán Villamarín, María Montserrat Prado Cores |

- José Manuel Cores (PP) est remplacé en décembre 2012 par Alejandro Gómez Alonso.
- Nava Castro (PP) est remplacée en janvier 2013 par José Alberto Pazos Couñago.
  - Alberto Pazos (PP) est remplacé en décembre 2013 par Rosa Oubiña Solla
- Elena Muñoz est remplacée en février 2013 par Javier Dorado Soto.
- Carlos Aymerich (BNG) est remplacé en mars 2013 par Daniel Rodas Chapela.
- Agustín Hernández (PP) est remplacé en juillet 2014 par Jacobo Moreira Ferro.
- Román Rodríguez (PP) est remplacé en mars 2015 par José Antonio Goldar Güimil.
- Pilar Rojo est remplacée en janvier 2016 par Elena Cruz González Sánchez.

### 2016
| Parti      | Parti | Députés élus |
| ---------- | ----- | --- |
| PPdeG      |       | Alberto Núñez Feijóo, Alfonso Rueda, Teresa Egerique Mosquera, Jesús Vázquez Almuíña, María Guadalupe Murillo Solís, Román Rodríguez González, Valeriano Martínez García, José Manuel Cores Tourís, María Nava Castro Domínguez, Marta Rodríguez Arias, Ignacio Javier López-Chaves Castro |
| PSdeG-PSOE |       | Abel Fermín Losada Álvarez, Patricia Vilán Lorenzo, Julio Torrado Quintela, María Luisa Pierres López |
| En Marea   |       | Carmen Santos Queiruga, Marcos Cal Ogando, Eva Solla Fernández, Juan José Merlo Lorenzo, Paula Quinteiro Araujo |
| BNG        |       | Xosé Luis Bará Torres, María Montserrat Prado Cores |

- Jesús Vázquez (PP) est remplacé en janvier 2017 par María Isabel Novo Fariña.
- Román Rodríguez (PP) est remplacé en janvier 2017 par Moisés Rodríguez Pérez.
- Valeriano Martínez (PP) est remplacé en janvier 2017 par Jacobo Moreira Ferro.
- José Manuel Cores (PP) est remplacé en novembre 2016 par José Balseiros Guinarte.
  - José Balseiros (PP) est remplacé en octobre 2018 par Rosa Oubiña Solla.
- María Nava Castro (PP) est remplacée en novembre 2016 par María Ángeles García Míguez.
- Ignacio López-Chaves (PP) est remplacé en janvier 2017 par José Alberto Pazos Couñago.
- Abel Losada (PSdeG-PSOE) est remplacé en juillet 2019 par Gonzalo Caballero Míguez.
- Juan José Merlo (EM) est remplacé en avril 2018 par Xoán Hermida González.

### 2020
| Parti      | Parti | Députés élus |
| ---------- | ----- | --- |
| PPdeG      |       | Alberto Núñez Feijóo, Corina Porro, Alfonso Rueda, Jesús Vázquez Almuíña, María Guadalupe Murillo Solís, Román Rodríguez González, Valeriano Martínez García, José Manuel Cores Tourís, Marta María Fernández-Tapias Núñez, María Elena Suárez Sarmiento, José Alberto Pazos Couñago |
| BNG        |       | Xosé Luis Bará Torres, María Montserrat Prado Cores, Alexandra Fernández Gómez, Manuel Antonio Lourenzo Sobral, María do Carme González Iglesias, Paulo Ríos Santomé |
| PSdeG-PSOE |       | Gonzalo Caballero Míguez, María Isaura Abelairas Rodríguez, Paloma Castro Rey, Julio Torrado Quintela, María Leticia Gallego Sanromán |

- Marta Fernández-Tapias (PPdeG) est remplacée en septembre 2020 par Teresa Egerique Mosquera.
- Jesús Vázquez (PPdeG) est remplacé en décembre 2020 par María Felisa Rodríguez Carrera.
- José Manuel Cores (PPdeG) est remplacé en décembre 2020 par Manuel Santos Costa.
- Isaura Abelairas (PSdeG-PSOE), morte en fonction, est remplacée en juin 2021 par Noelia Otero Lago.
- Román Rodríguez (PPdeG) est remplacé en septembre 2021 par Moisés Rodríguez Pérez.
- Valeriano Martínez (PPdeG) est remplacé en septembre 2021 par Belén Cachafeiro Anta.
- Alberto Núñez Feijóo (PPdeG) est remplacé en mai 2022 par Fernando Pérez Domínguez.
- Manuel Lourenzo (BNG) est remplacé le 27 juin 2023 par María Cristina Fernández Dávila.

### 2024
| Parti      | Parti | Députés élus |
| ---------- | ----- | --- |
| PPdeG      |       | Alfonso Rueda, Patricia García González, María Martínez Allegue, Román Rodríguez González, Julio García Comesaña, José Alberto Pazos Couñago, Raúl Santamaría González, Marta Mariño Regueiro, María Dolores Hermelo Piñeiro, María Deza Martínez, Silvestre José Balseiros Guinarte |
| BNG        |       | Xosé Luis Bará Torres, María Montserrat Prado Cores, Alexandra Fernández Gómez, Paulo Ríos Santomé, María do Carme González Iglesias, María Cristina Fernández Dávila, Brais Ruanova Vilas-Boas, Ariadna Fernández Gónzalez                                                          |
| PSdeG-PSOE |       | Elena Espinosa, Carlos López Font, Paloma Castro Rey |